# Tóth Dániel (énekes)
Tóth Dániel (Budapest, 1997. október 29. –) magyar énekes, zenész, dalszerző.

## Életpályája
Zenei tanulmányait nyolcévesen kezdte a szombathelyi Bartók Béla Zeneiskolában. Tíz évig tanult klasszikus gitáron. Középiskolai tanulmányait a Szombathelyi Művészeti Szakgimnáziumban, majd a Bartók Béla Zeneművészeti és Hangszerészképző Gyakorló Szakgimnáziumban jazz-ének szakon végezte. 2017-ben felvételt nyert a bécsi Musik und Kunst Privatuniversität der Stadt Wien jazz-ének szakára, 2021-ben diplomázott.
Énekesi pályája 2011-ben kezdődött, amikor megnyerte a Szombathely hangja elnevezésű énekversenyt. 2015-ben a Szepesi György Bárzenész Találkozó első díját, a Trilla-díjat nyerte el. 2016-ban fellépett a Savaria Szimfonikus Zenekar Hollywood Classics koncertsorozatának szólistájaként, Pejtsik Péter vezényletében. Olyan művészekkel énekelt együtt, mint Détár Enikő, Danics Dóra, Soltész Rezső és Farkas Gábor Gábriel. Számos fúvószenekarral és big banddel adott koncertet, 2020-tól a Hanság Big Band szólóénekese.
Ausztriában is több neves osztrák zenekarral énekelt. Az Albert Mair Quintettel Bécs legrégebbi jazzklubjában, a Jazzlandben lépett fel. 2019-ben énekelt a Marianne Mendt által rendezett MM Jazzfesztiválon, Sankt Pöltenben.
2018-ban a Podium Wien bécsi zenei verseny énekes/dalszerző kategóriájának harmadik helyezettje lett. Fellépett Bécs számos neves helyén, többek között a Schönbrunni kastély kertjében található Gloriette épületben.
2020-ban a HOTS Könnyűzenei Exportiroda HOTS – Songlab elnevezésű programja keretében Jake Gordon angol producerrel dolgozott együtt.
2021 novemberében a TEDxYouth@Budapest egyik előadója volt, TEDx-beszédében a tudatos zenehallgatás fontosságát emelte ki.
2022-ben a Nemzeti Tehetség Program támogatásával megvalósult "TALENTn Tehetségek és Sikertörténetek" elnevezésű videósorozat keretében interjú készült vele.
Daniel Toth Music nevű YouTube-csatornáját, melyre dalfeldolgozásokat és saját szerzeményeket tölt fel, több mint 20 ezer ember követi a világ különböző országaiból.
"Első és sokadik ránézésre is egy szerény, ám határozott kiállású, jó kisugárzású srác, ha jelent még ebben a korban bármit is az előző évszázadokból “ránk maradt” kifejezések közül az úriember, akkor talán ez a legtalálóbb. Mondjuk Sinatrát énekelni másként nagyon nem is lehet, kell hozzá – már csak a hitelesség miatt is – a megnyerő stílus, sárm és nagyvonalúság." - Büki László, vaskarika.hu (2019)

## Díjak, elismerések
- Szombathely hangja, első helyezés (2011)
- Trilla-díj (2015, Szepesi György Bárzenész Találkozó – I.díj)
- WienXtra Podium Wien - zenei verseny, Bécs, harmadik helyezés (2018)
- International Songwriting Competition (USA), dalszerző verseny. "Once You Walked On Water" című dala a középdöntőbe jutott. (2022)[16]

## Diszkográfia
- In The Light (dal), Author’s Edition, 2017
- Bennünk él (dal), Author’s Edition, 2020
- Feels Like Home (EP), Author’s Edition, 2020
- We Can't Find A Way (dal), Loving Heart Records, 2021
- Once You Walked On Water (dal), Loving Heart Records, 2021
- To Say Goodbye (dal), Loving Heart Records, 2021
- Psalm 36 (dal), Loving Heart Records, 2021
- A szeretet elkísér (dal), Loving Heart Records, 2022

## További információ
- Tóth Dániel – Hivatalos oldal
- YouTube-csatorna